# Qiryat Gat
Qiryat Gat (en hebreu, קריית גת) és una ciutat del districte del Sud d'Israel.
La ciutat era una de les cinc ciutats filistees. Fundada modernament el 1954 com a "ciutat a desenvolupar", la ciutat s'anomenà Gat perquè a la zona s'hi trobaren diverses restes filistees, que es cregué que eren d'aquesta ciutat antiga. Posteriorment es descobriren les autèntiques restes de Gat a 20 km. de distància de la ciutat actual, prop d'Asdod. Segons la Bíblia, és la localitat on va néixer Goliat.
Després de la fundació, la majoria dels nous habitants vingueren des del nord de l'Àfrica i, posteriorment, de l'URSS. L'any 1972 la localitat obtingué la categoria de ciutat i l'any 1999 l'empresa Intel va instal·lar una fàbrica de microxips a la ciutat que dona feina a 2.000 persones.
Recentment s'han trobat, durant la construcció d'una autopista, restes d'un poblat de l'edat del bronze que fou habitat des del 5000 aC fins al 3000 aC i restes d'una granja de l'època romana.

## Dades estadístiques

### Demografia
Segons l'Oficina Central d'Estadística d'Israel (CBS), la població de la ciutat era, l'any 2001, un 100% jueva o no-àrab, i no hi havia un nombre significatiu d'àrabs. Entre els habitants de la ciutat s'hi compten 4000 jueus etiòpics.
L'any 2001 hi havia 23500 homes i 24700 dones. La població de la ciutat es compon en un 35,7% de persones de menys de 20 anys, un 14,9% de persones d'entre 20 i 29 anys, un 18,5% d'entre 30 i 44, un 15,8% d'entre 45 i 59, un 3,8% d'entre 60 i 64, i un 11,3% de majors de 65. La taxa de creixement de la població aquell mateix any era de 0,8%.

### Ingressos
Segons la CBS, l'any 2000 hi havia 15257 empleats i 1152 autònoms a la ciutat. El salari mensual mitjà de la ciutat per als empleats era de 4125 nous shequels. El salari mitjà dels homes era de 5199 nous shequels i el de les dones era de 2956 nous shequels. Els ingressos mitjans dels autònoms eren de 5.494 nous shequels. 1.336 persones rebien prestació d'atur i 6487 ajuda social.

### Ensenyament
Segons la CBS, hi ha 25 centres educatius i 10676 estudiants a la ciutat. Hi ha 18 escoles primàries amb 5498 estudiants i 13 escoles secundàries amb 5178 estudiants. L'any 2001, un 54,7% dels estudiants d'últim curs de secundària es van graduar.